# Fullen, Dalarna
Fullen är en sjö i Hedemora kommun i Dalarna och ingår i Dalälvens huvudavrinningsområde. Sjön har en area på 5,14 kvadratkilometer och ligger 129 meter över havet. Sjön avvattnas av vattendraget Långshytteån (Glasån).

## Delavrinningsområde
Fullen ingår i det delavrinningsområde (670970-151856) som SMHI kallar för Utloppet av Fullen. Medelhöjden är 179 meter över havet och ytan är 26,96 kvadratkilometer. Räknas de 10 avrinningsområdena uppströms in blir den ackumulerade arean 117,81 kvadratkilometer. Långshytteån (Glasån) som avvattnar avrinningsområdet har biflödesordning 2, vilket innebär att vattnet flödar genom totalt 2 vattendrag innan det når havet efter 191 kilometer. Avrinningsområdet består mestadels av skog (75 procent). Avrinningsområdet har 5,16 kvadratkilometer vattenytor vilket ger det en sjöprocent på 19,1 procent.